# Zeedijk

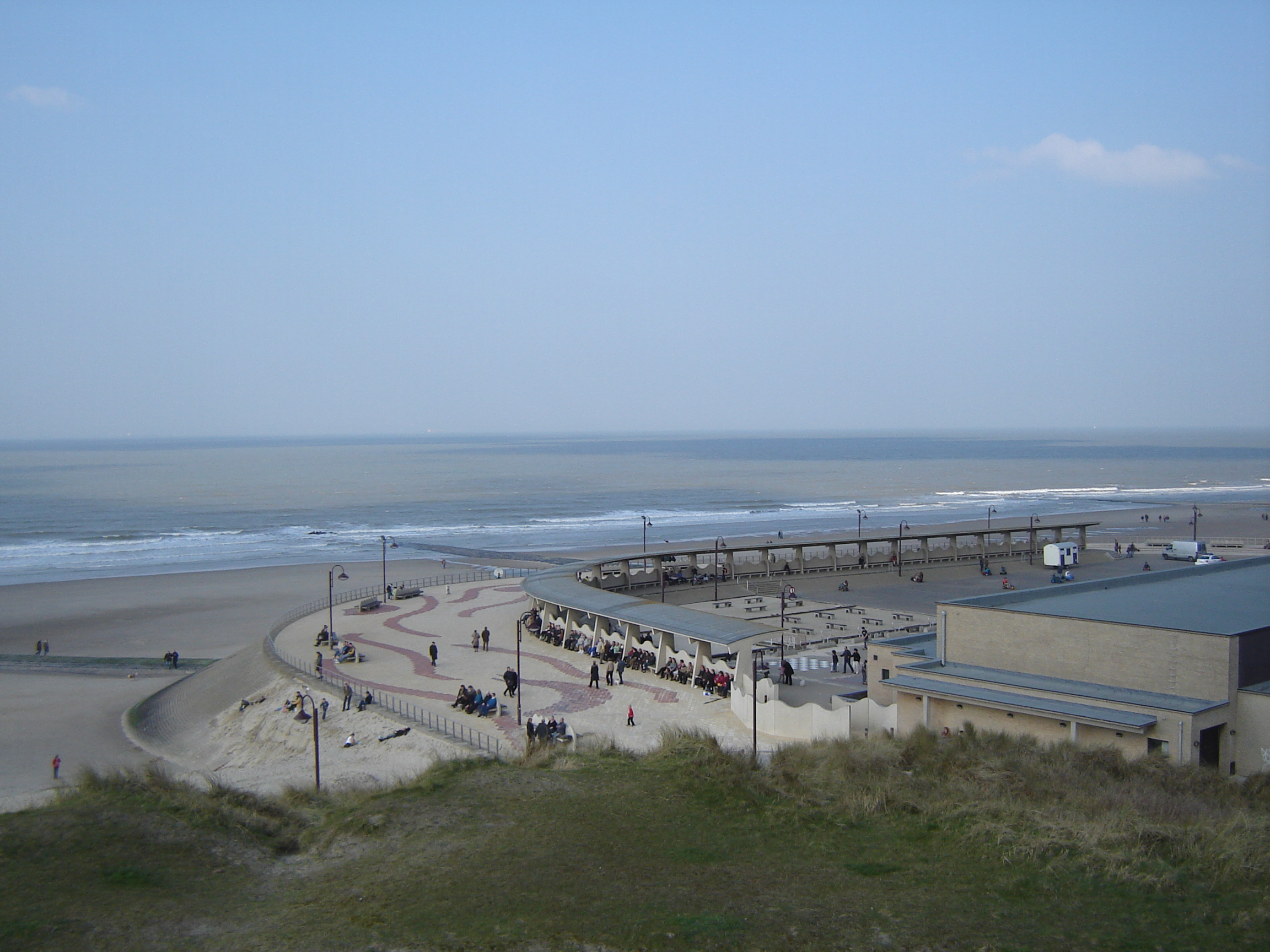
Zeedijk in Wenduine

Een zeedijk is een dijk, die op het land langs de kust is aangelegd om het achterland te beschermen tegen de invloeden van de zee: hoogwater, golfslag en erosie.

## Vlaamse kust
In België, aan de Vlaamse kuststeden, bedoelt men met zeedijk de lange wandelpromenade grenzend aan het zandstrand en de hoge appartementsgebouwen met vele terrasjes.

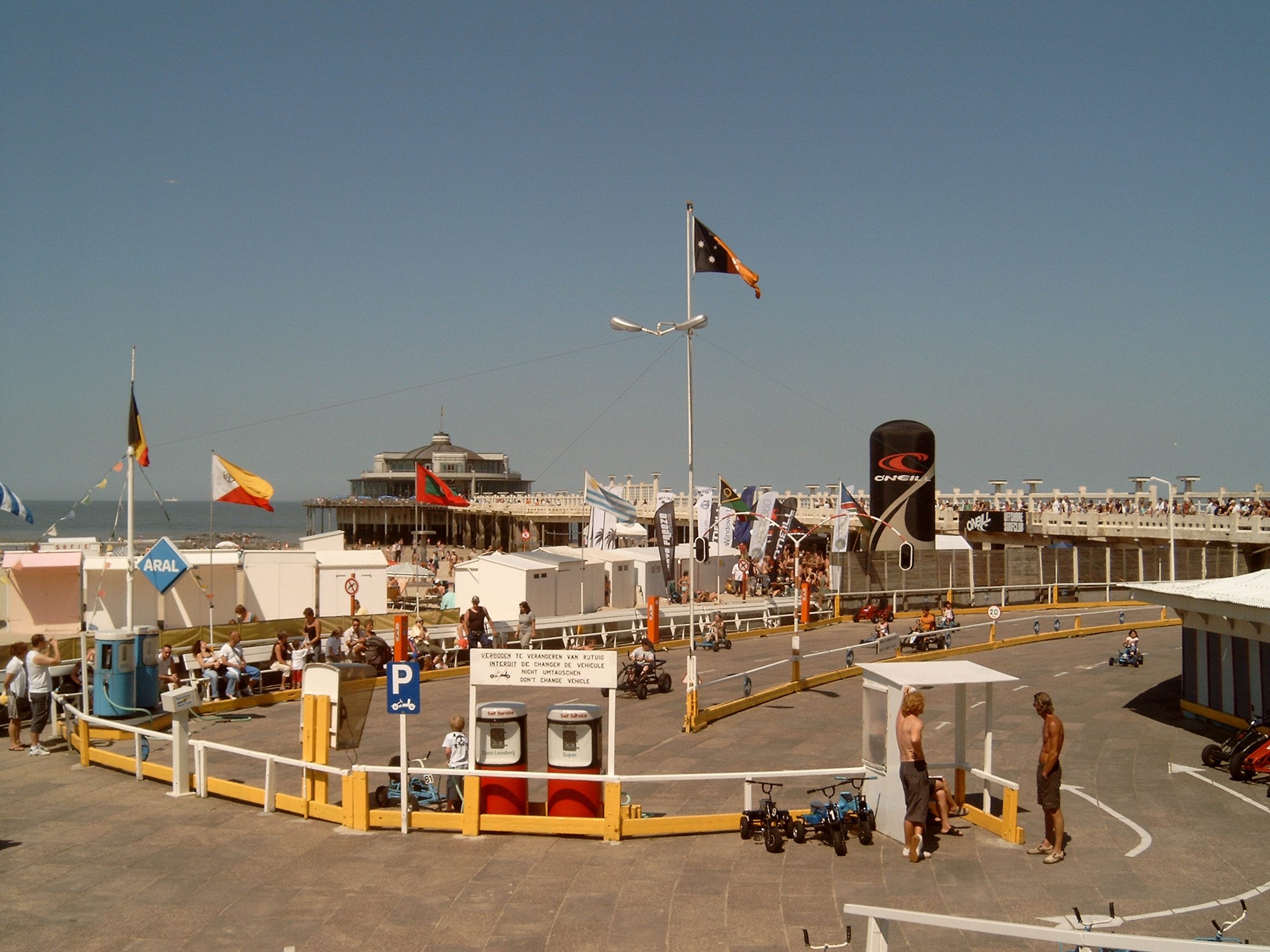
Pier met zeedijk in Blankenberge waar de gocarts (skelters) mogen rijden

## Nederland
Langs de Noordzee wordt Nederland voor het grootste gedeelte tegen het zeewater beschermd door duinen. Op enkele plekken ontbreken die duinen en zijn er dijken aangelegd. Van noord naar zuid zijn dit onder andere:
- Helderse Zeedijk bij Fort Erfprins (Den Helder)
- Hondsbossche Zeewering bij Petten
- Flaauwe Werk bij Ouddorp
- Westkappelse Zeedijk bij Westkapelle
- Zeedijk Walendijk bij Waterdunen bij Breskens
- Zeedijk bij Nieuwvliet

Meer landinwaarts zijn er ook zeedijken aangelegd, zoals de Nieuwe Zwindijk aan de zeearm het Zwin.
Toen het IJsselmeer en het Markermeer nog de Zuiderzee waren, lagen rond deze binnenzee verschillende zeedijken, waaronder de Waterlandse Zeedijk en de Westfriese Omringdijk.